# Streymoy
Streymoy (danskinspirerad äldre namnform: Strømø) är den största – 373,5 km² – och mest befolkade ön på Färöarna. Huvudstaden Torshamn (Tórshavn) ligger på Streymoy, som år 2015 hade 22 600 invånare. Ön ligger centralt i ögruppen.

## Natur och geografi
Streymoy är avlångt format och sträcker sig i en ungefärlig nordvästlig till sydöstlig riktning med en längd på cirka 47 kilometer och bredd på omkring 10 kilometer. Det finns två djupa fjordar i sydöst: Kollafjørður och Kaldbaksfjørður.
Ön är bergig, framför allt i nordväst, med den högsta punkten Kopsenni (789 meter över havet). Det nordvästra området domineras av klippor på över 500 meters höjd över havet.
Några andra berg är Sneis (747 m ö.h.), Bøllufjall (658 m ö.h.), Húgvan (674 m ö.h.), Lágafjall (663 m ö.h.), Múlin (663 m ö.h.), Núgvan (667 m ö.h.), Stígarnir (710 m ö.h.), Víkartindur (703 m ö.h.) och Mosarøkur (756 m ö.h.). 
Som på övriga Färöarna finns det ett flertal mindre strömmar och sjöar. Det 140 meter höga Fossá på norra Streymoy (mellan Hvalvík och Haldarsvík) är Färöarnas högsta vattenfall. Ön är i stort sett trädlös och bevuxen med gräs.
Streymoy är skilt från den närbelägna Eysturoy, den näst största ön på Färöarna, genom ett litet sund vid Sundini i öst. I väster ligger ön Vágar med Färöarnas enda flygplats, och i söder ligger ön Sandoy. Den södra punkten på Streymoy är omgiven av de tre små öarna Koltur, Hestur och Nólsoy.

## Befolkning och samfärdsel
Det fanns 2015 omkring 22 600 invånare på ön, vilket utgör mer än 40 procent av det totala invånarantalet på Färöarna. Den större delen av invånarna bor i Torshamn, som har omkring 15 000 invånare. Vid sidan om sin roll som säte för regeringen finns där också den största hamnen, ett universitet och ett kommersiellt centrum för ögruppen.
Andra viktiga orter inkluderar Vestmanna, tidigare färjehamn i väst, Kollafjørður i centrum och de mindre orterna Saksun och Tjørnuvík i norr. Kirkjubøur, belägen på den södra delen av ön, var tidigare en egen stad och hade under medeltiden ett eget stift.

### Kommunikationer
Alla orter är sammanbundna via vägar. Huvudvägen till Torshamn norrifrån går bland annat genom en 2,8 kilometer lång tunnel. Förbindelsen med ön Eysturoy går över en bro över det smala Sundinisundet. Sedan 2002 sammanbinder en 4 kilometer lång undervattenstunnel Streymoy med Vágar, och därmed ingår de tre huvudöarna i Färöarna i ett gemensamt vägnät.
Streymoy besöks av en färja i reguljär trafik som åker till öarna Sandoy och Suðuroy. Under sommaren finns en färja som går från Torshamn till Hanstholm i Danmark, Lerwick på Shetlandsöarna (Skottland i Storbritannien), Bergen i Norge och Seyðisfjörður på Island.

## Bildgalleri

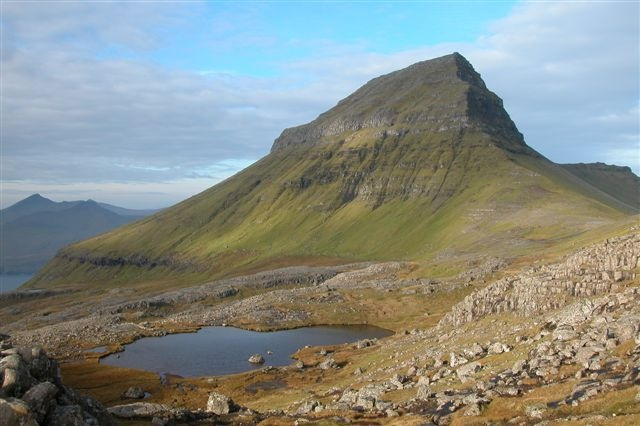
Berget Skælingur (767 m ö.h.).
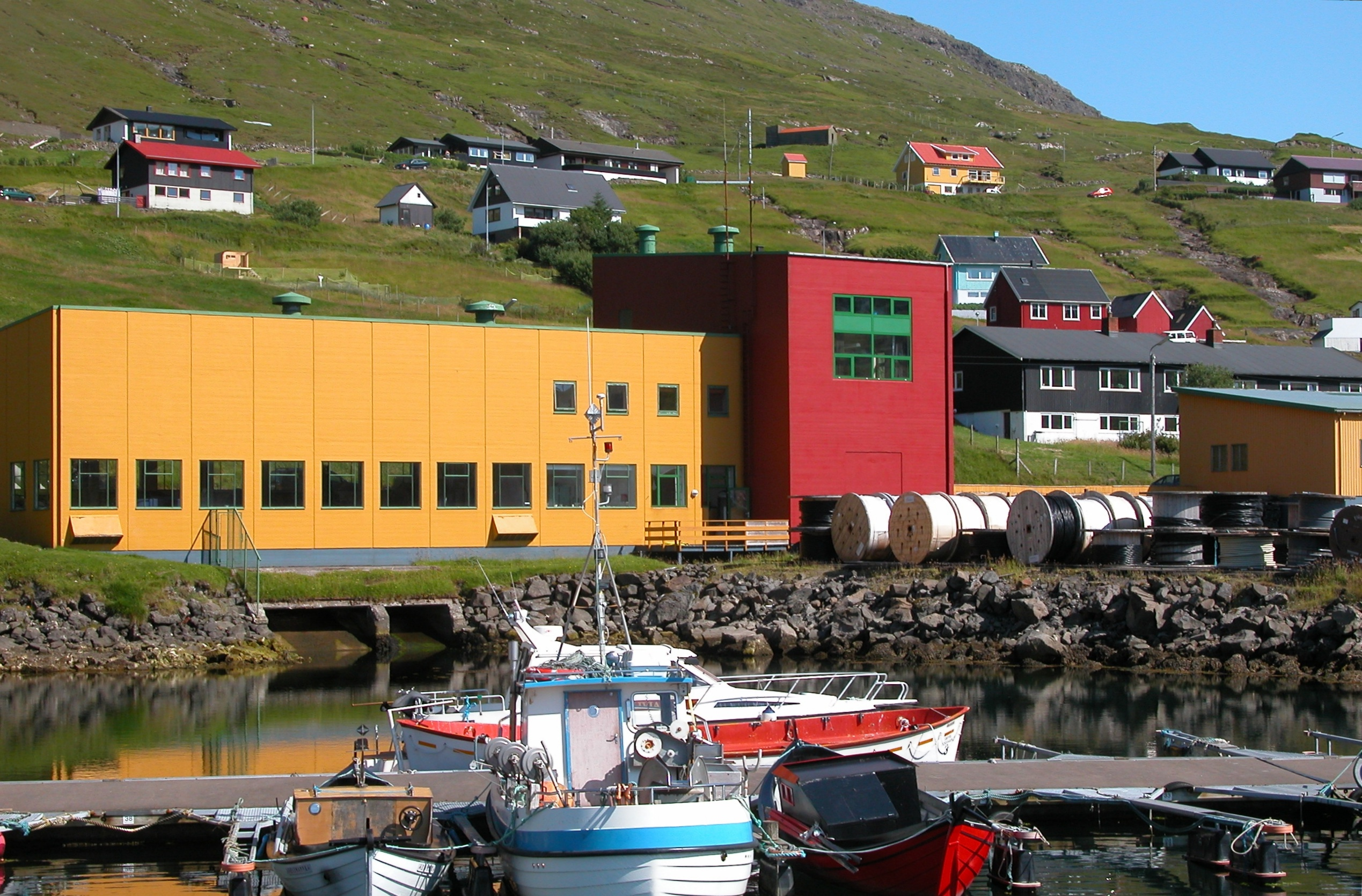
Orten Vestmanna.
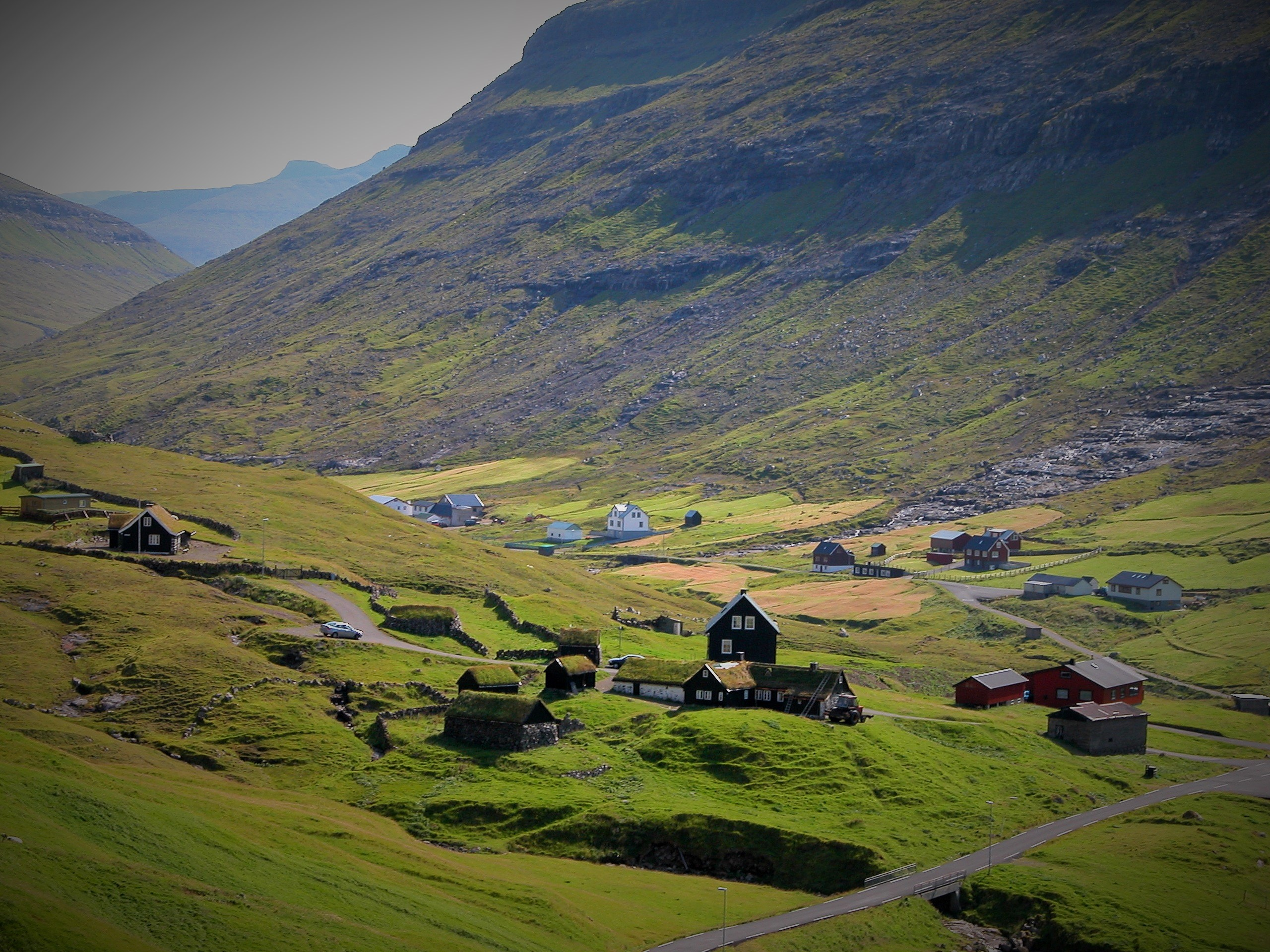
Saksun på norra delen av ön.
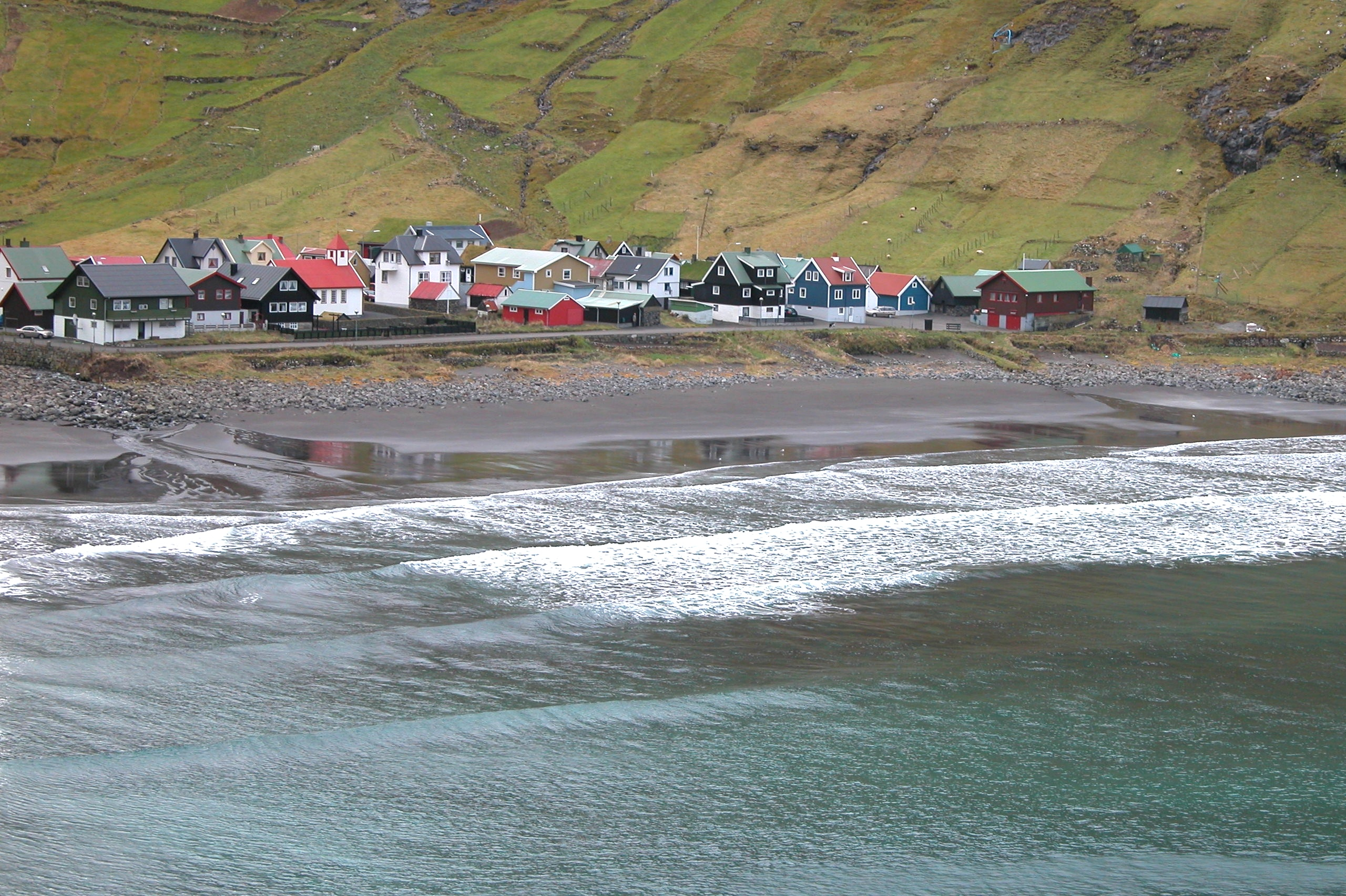
Tjørnuvík på nordkusten.
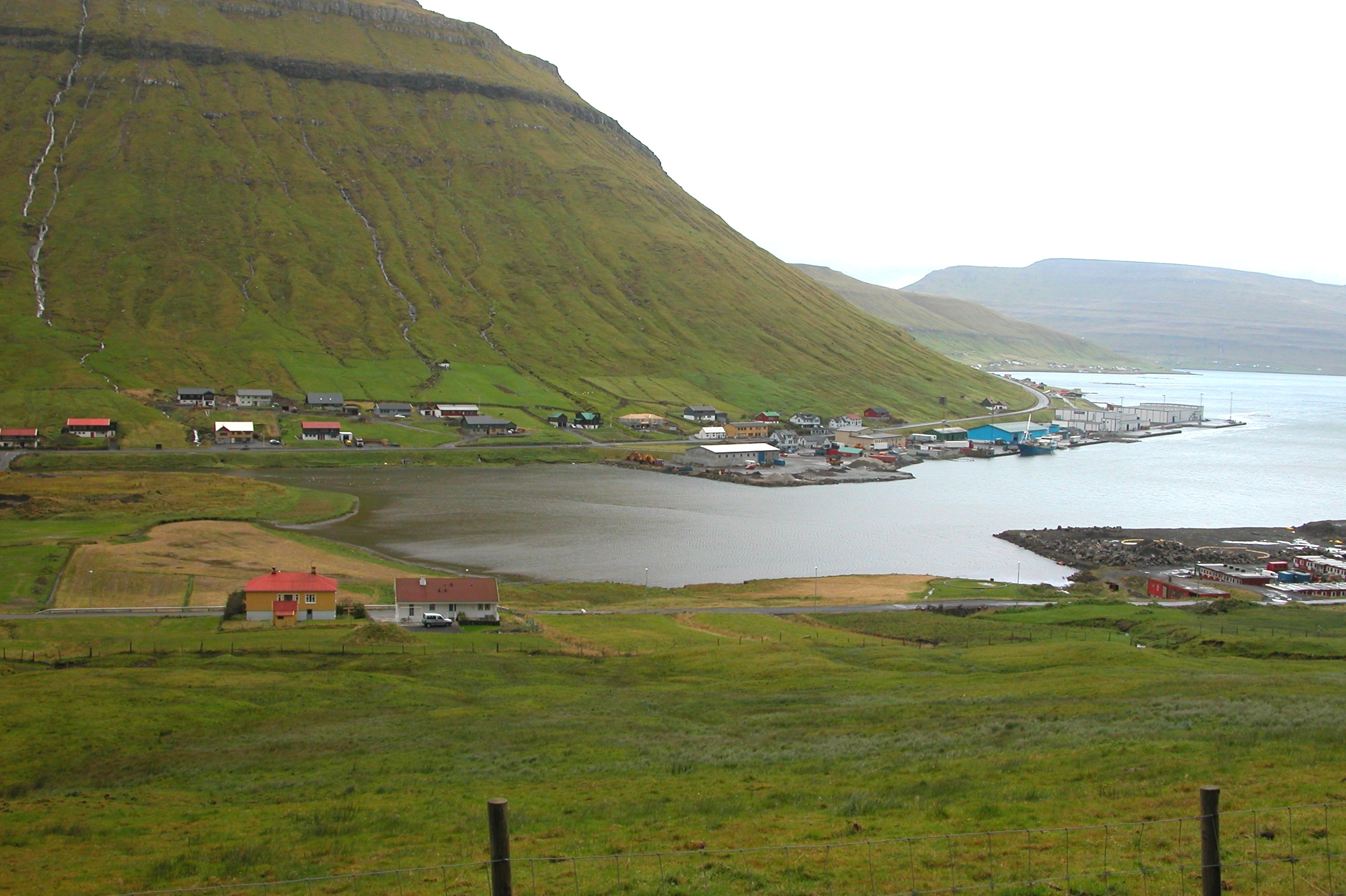
Den utdragna orten Kollafjørður.
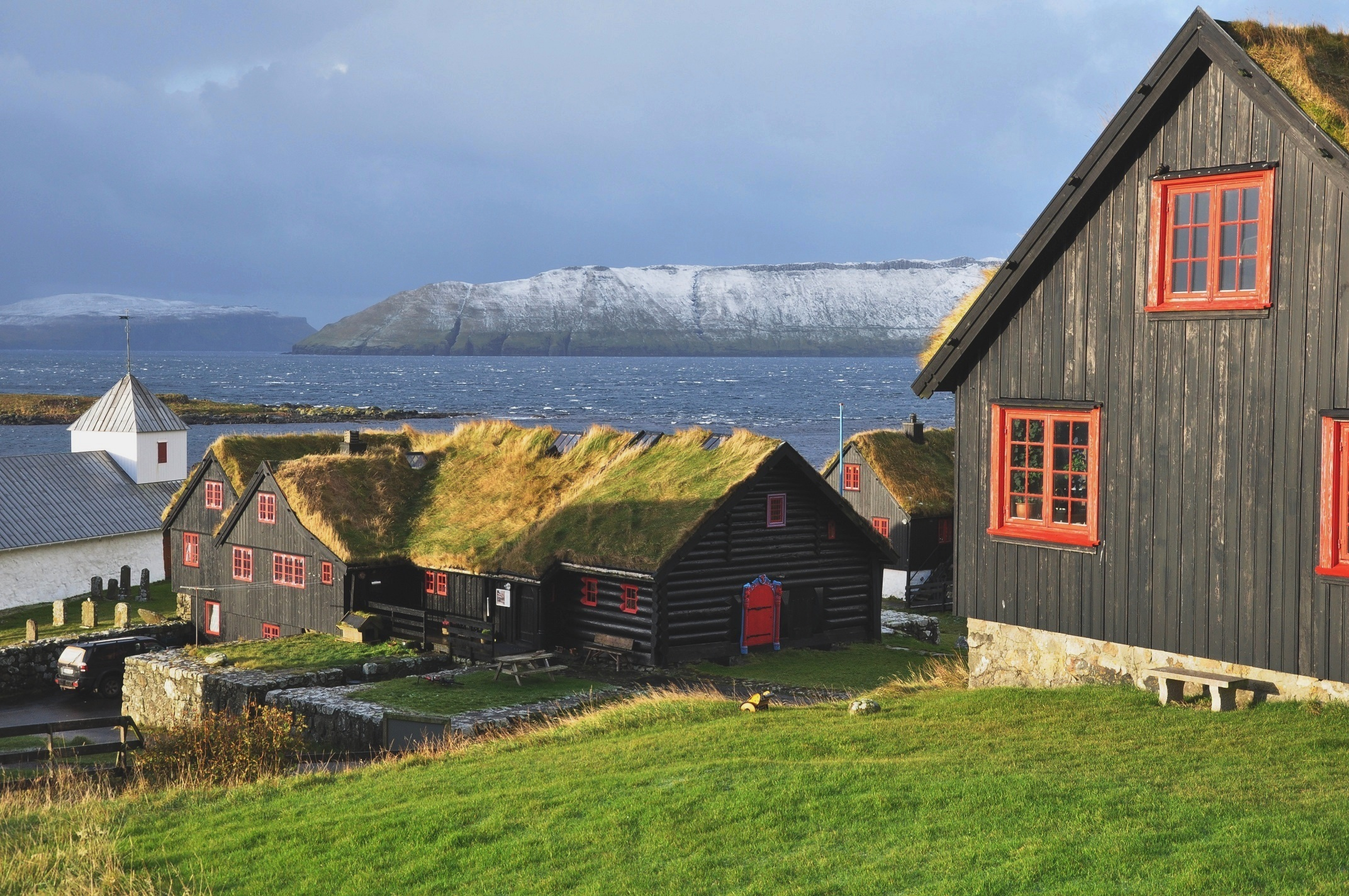
Kirkjubøur på sydvästkusten.